# ヨアヒム・キューン

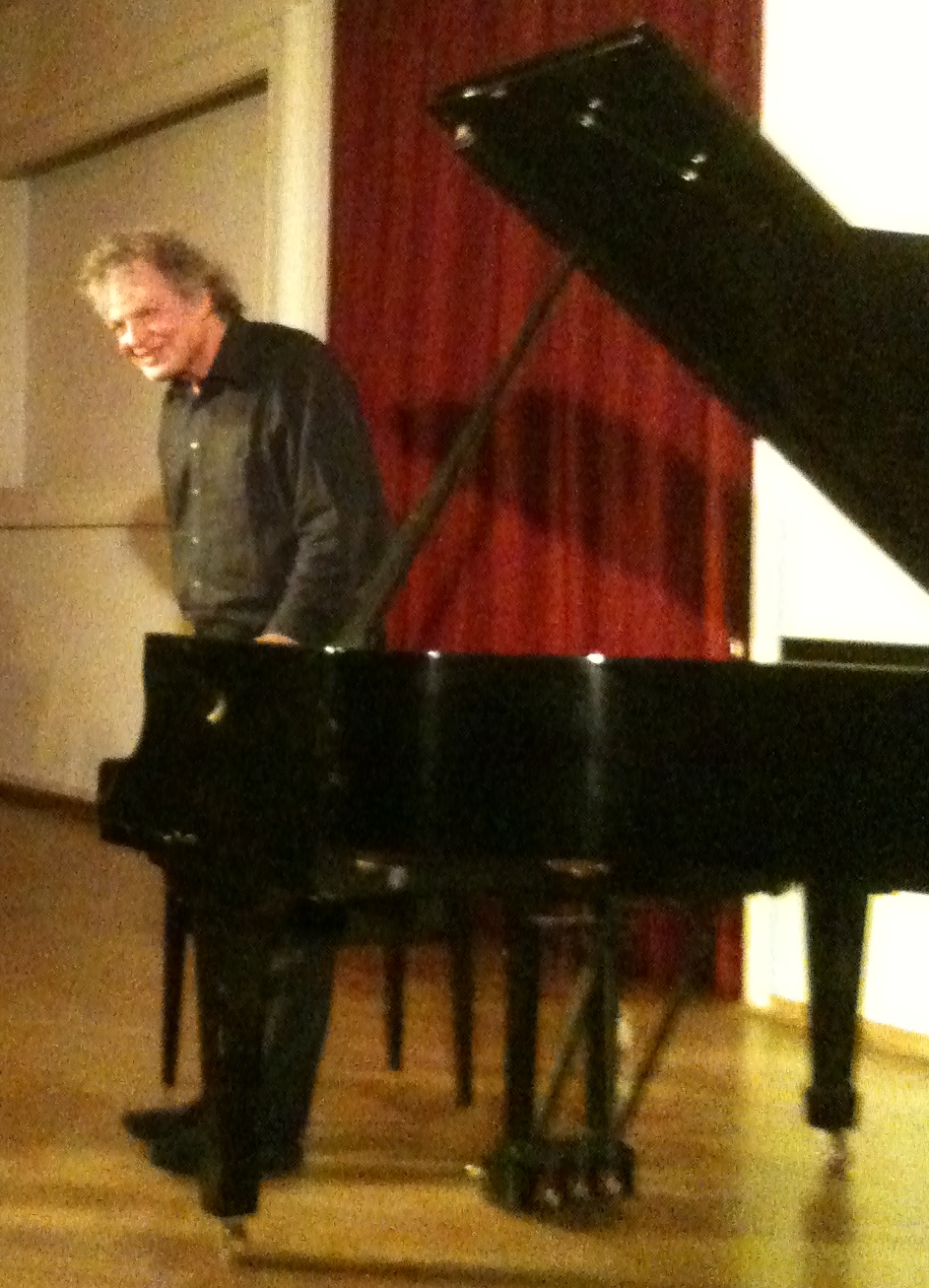
ヨアヒム・キューン（2010年）

ヨアヒム・キューン（Joachim Kühn、1944年3月15日 - ）は、ドイツのジャズ・ピアニストである。

## 略歴
キューンは音楽の才能があり、アーサー・シュミット・エルシーにクラシック・ピアノと作曲について学んだ後、コンサート・ピアニストとしてデビューした。兄でクラリネット奏者のロルフ・キューンの影響を受け、同時にジャズに興味を持つようになる。1961年にプロのジャズ・ミュージシャンとなった。1964年に結成された彼自身のトリオによって、東ドイツで最初のフリー・ジャズを披露。1966年には国を去り、ハンブルクに定住した。彼は兄と一緒にニューポート・ジャズ・フェスティバルで演奏し、ジミー・ギャリソンと共にボブ・シールのインパルス!レコードで録音した。
キューンは1968年からパリで生活するようになり、ドン・チェリー、カール・ベルガー、スライド・ハンプトン、フィル・ウッズ、ミシェル・ポルタル、バール・フィリップス、エイエ・テリン、レイ・レマ、ヘルムート・ハトラー、ジャン＝リュック・ポンティと共に仕事している。ピエール・クルボワの「アソシエイション P.C.」のメンバーとして、彼は電子キーボードに目を向けるようになった。1970年代後半、カリフォルニアに移住して、西海岸のフュージョン・シーンへ入り込み、アルフォンス・ムゾーン、ビリー・コブハム、マイケル・ブレッカー、エディ・ゴメスとレコーディングした。
再びパリ近郊に定住した彼は、1985年からジャン・フランソワ・ジェニー・クラークとダニエル・ユメールとのアコースティック・トリオで演奏した。1996年の夏、オーネット・コールマンと彼の「Diminished Augmented System」のために共演し、ヴェローナとライプツィヒのフェスティバルで2回のコンサートを行った。2015年には、クリス・ジェニングスとエリック・シェーファーと共に新しいヨアヒム・キューン・トリオを結成している。
2019年6月25日、『ニューヨーク・タイムズ・マガジン』は、2008年のユニバーサル・スタジオ火災によってマテリアルが破壊されたと報じられた数百人のアーティストの中にヨアヒム・キューンもリスト入りさせた。

## ディスコグラフィ

### リーダー・アルバム
- Impressions of New York (1968年、Impulse!) ※ロルフ・アンド・ヨアヒム・キューン・カルテット名義
- 『変容』 - Transfiguration (1967年、SABA) ※ロルフ・アンド・ヨアヒム・キューン名義
- 『サウンド・オブ・フィーリングス』 - Sound of Feelings (1969年、BYG Actuel)
- 『ボールド・ミュージック』 - Bold Music (1969年、MPS) ※ヨアヒム・キューン・グループ名義
- 『パリ・イズ・ワンダフル』 - Paris Is Wonderful (1970年、Byg Actuel)
- 『ソロ』 - Solos (1971年、Futura Records)
- 『ピアノ』 - Piano Solo (1972年、BASF/MPS)
- Interchange (1972年、BASF/MPS) ※ヨアヒム・キューン・トリオ名義
- This Way Out (1973年、BASF/MPS)
- Cinemascope (1974年、BASF/MPS)
- Duo In Paris (1975年、Musica Records) ※with マーシャル・ソラール
- 『ヒップ・エレジイ』 - Hip Elegy (1976年、MPS)
- Solo Now (1976年、BASF/MPS) ※with アルベルト・マンゲルスドルフ、ギュンター・ハンペル、ピエール・ファーヴル
- 『スプリングフィーヴァー』 - Springfever (1976年、Atlantic)
- Charisma (1977年、Atlantic)
- 『サンシャワー』 - Sunshower (1978年、Atlantic) ※ヨアヒム・キューン・バンド名義。ヤン・アッカーマン参加
- Live! The Kiel Concert - The Stuttgart Concert (1979年、Inak) ※with ヤン・アッカーマン
- Snow in the Desert (1980年、Atlantic)
- United Nations (1981年、Atlantic)
- 『ナイトライン・ニューヨーク』 - Nightline New York (1981年、Inak)
- I'm Not Dreaming (1983年、CMP)
- 『ドント・スプリット』 - Don't Split (1983年、L+R) ※キューン名義 with ロルフ・キューン
- Distance (1984年、CMP)
- 『イージー・トゥ・リード』 - Easy to Read (1985年、Owl)
- 『ヴァンドルンゲン』 - Wandlungen - Transformation (1986年、CMP)
- 『フロム・タイム・トゥ・タイム・フリー』 - From Time to Time Free (1988年、CMP)
- Dark (1988年、Ambiance) ※with Walter Quintus
- Situations (1988年、Atlantic)
- 『ライブ・イン・パリ、1989』 - Live: Théâtre De La Ville, Paris, 1989 (1989年、CMP) ※with ジャン・フランソワ・ジェニー・クラーク、ダニエル・ユメール
- 『ダイナミックス』 - Dynamics (1990年、CMP)
- 『レッツ・ビー・ジェネラウス』 - Let's Be Generous (1990年、CMP)
- Get Up Early (1991年、Ambiance) ※with Walter Quintus
- 『カランボラージュ』 - Carambolage (1991年、CMP) ※with the WDR Big Band
- Usual Confusion (1993年、Label Bleu) ※with ジャン・フランソワ・ジェニー・クラーク、ダニエル・ユメール
- Famous Melodies (1993年、Label Bleu)
- Abstracts (1994年、Label Bleu)
- 『プレイズ・リリー・マルレーン』 - Joachim Kühn Plays Lili Marleen (1994年)
- 『ヨーロピアーナ』 - Europeana (1994年、ACT) ※with Radio Philharmonie Hannover NDR
- Colors: Live from Leipzig (1996年、Harmolodic/Verve) ※with オーネット・コールマン
- 『三文オペラ』 - Die Dreigroschenoper - L'Opera De Quat' Sous - The Threepenny Opera (1996年)
- Generations from (East) Germany (1997年、KlangRäume) ※with Connie Bauer
- Triple Entente (1998年、Mercury/PolyGram France) ※with ジャン・フランソワ・ジェニー・クラーク、ダニエル・ユメール
- The Diminished Augmented System (1999年、EmArcy)
- Universal Time (2002年、EmArcy)
- Bach Now - Live (2002年、EmArcy) ※with トーマス教会少年合唱団
- Piano Works I: Allegro Vivace (2005年、ACT)
- Poison (2005年、In + Out) ※with Jean-Paul Celea (ベース)、Wolfgang Reisinger (ドラム)
- Journey to the Centre of an Egg (2005年、Enja) ※with ラビ・アブ＝カリル、Jarrod Cagwin
- 『サバイバー』 - Survivor (2005年)
- Sometime Ago (2005年、New Edition) ※1991年-1992年録音
- Kalimba (2007年、ACT) ※with Majid Bekkas
- 『ライブ・イン・ヨーロッパVol.1』 - Live in Europe Vol.1 (2006年)
- 『ライブ・イン・ヨーロッパVol.2』 - Live in Europe Vol.2 (2007年)
- Piano Works IX: Live at Schloss Elmau (2008年、ACT) ※with Michael Wollny (ピアノ)
- Out of the Desert (2008年、ACT) ※with Majid Bekkas、Ramón López
- Chalaba (2011年、ACT) ※with Majid Bekkas、Ramón López
- 『“アウト・オブ・ザ・デザート”ライヴ』 - Out of the Desert Live (2011年、ACT) ※with Majid Bekkas、Ramón López、hr-Bigband / Frankfurt Radio Bigband
- Wo!man (2011年、Archie Ball) ※with アーチー・シェップ
- Lifeline (2012年、Boutique) ※ロルフ・アンド・ヨアヒム・キューン・カルテット名義
- Voodoo Sense (2013年、ACT) ※with アーチー・シェップ
- Moscow (2014年、ACT) ※with Alexey Kruglov (アルトサックス)
- Beauty and Truth (2016年、ACT) ※ヨアヒム・キューン・ニュー・トリオ名義
- Love & Peace (2018年、ACT) ※ヨアヒム・キューン・ニュー・トリオ名義
- Piano Works XIII: Melodic Ornette Coleman (2019年、ACT)

### 参加アルバム
- ゲイリー・バーツ、リー・コニッツ、ジャッキー・マクリーン、チャーリー・マリアーノ : 『アルティッシモ』 - Altissimo (1973年、Philips)
- ズビグニエフ・ナミスオフスキ・カルテット with ヨアヒム・キューン : Live at Kosmos, Berlin (1965年、ITM)
- ロルフ・キューン・グループ : 『ザ・デイ・アフター』 - The Day After (1972年、BASF/MPS) ※フィーチャリング・フィル・ウッズ
- ロルフ・キューン・グループ : Connection 74 (1974年、BASF/MPS) ※フィーチャリング・ランディ・ブレッカー
- アソシエイション P.C. (ピエール・クルボワ) & ジェレミー・スタイグ : 『ママ・クク』 - Mama Kuku (Live) (1974年、BASF/MPS)
- ズビグニェフ・セイフェルト : 『マン・オブ・ザ・ライト』 - Man of the Light (1976年、BASF/MPS) ※with セシル・マクビー、ビリー・ハート、ヤスパー・ファントフ
- ラリー・コリエル - フィリップ・カテリーン - キューン : Live! (1980年、Elektra)
- ジョー・ヘンダーソン : 『ブラック・ナルシサス』 - Black Narcissus (1976年、Milestone)